# スカンジナビア航空751便不時着事故
スカンジナビア航空751便不時着事故（スカンジナビアこうくう751びんふじちゃくじこ、Scandinavian Airlines Flight 751）は、1991年12月27日にスウェーデンで起きた航空事故である。スカンジナビア航空のMD-81がストックホルム・アーランダ空港を飛び立ってすぐに、両エンジンが主翼に付着した大量の雪と氷を吸い込んだために故障した。パイロットたちは空港から北東に約15kmほど離れたゴットゥローラの平原に機体を不時着させた。機体は全損・大破したものの、奇跡的に乗員・乗客129名は全員生還した。

## 事故当日のスカンジナビア航空751便

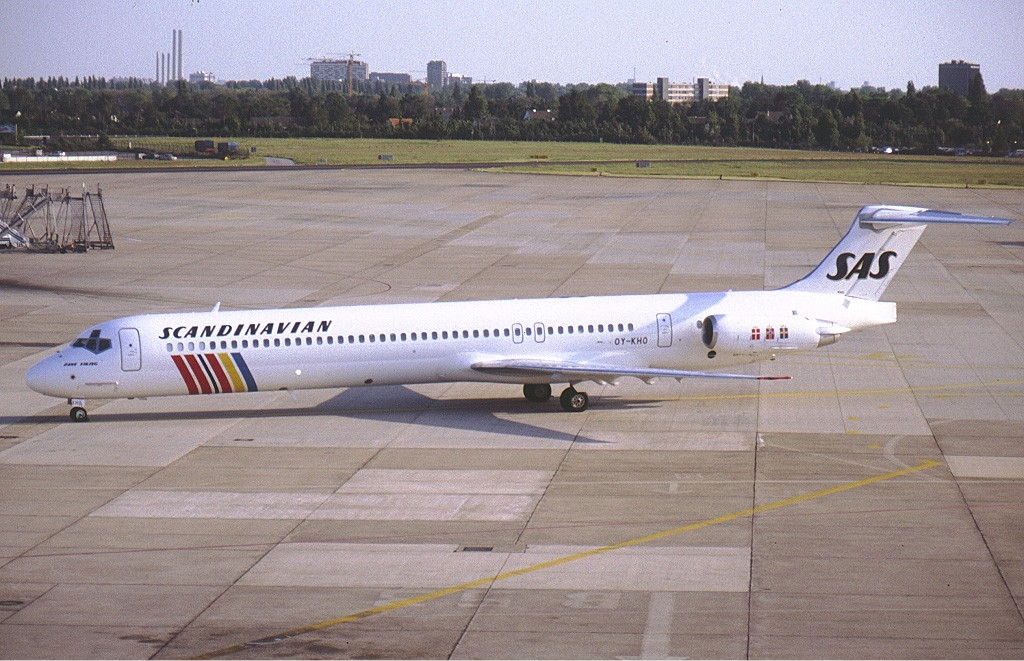
事故機のOY-KHOデュッセルドルフ国際空港での撮影（1991年6月）

- 使用機材：マクドネル・ダグラス MD-81（機体番号：OY-KHO）
- コールサイン：SK751
- 予定フライトプラン：スウェーデン・ストックホルム・アーランダ空港（始点）→デンマーク・コペンハーゲン空港（経由）→ポーランド・ワルシャワ・ショパン空港（終点）
- 乗員乗客：129人
  - コックピットクルー（年齢は事故当時）
    - 機長：44歳 男性
    - 副操縦士：34歳 男性

  - 客室乗務員：4人
  - 乗客：123人（デッドヘッドの機長含む）

事故機となったOY-KHOは、1991年3月16日に初飛行し、その1ヶ月後の4月10日にスカンジナビア航空へ納品されたばかりの比較的新しい機体であった。エンジンはプラット・アンド・ホイットニー JT8Dを二基搭載していた。

## 事故の概要
1991年12月27日、スカンジナビア航空751便はストックホルム・アーランダ国際空港からデンマークのコペンハーゲン空港を経由してポーランドのワルシャワ空港及びスペインのバルセロナ空港に向かう定期便として運行されており、パイロットたちは普段どおりに離陸した。しかしその25秒後に乗客とパイロットは第2エンジンからの異常音と振動に気付いた。これは吸い込んだ氷の破片が当たった衝撃でエンジンのファンブレードが変形し、吸入気流の乱れによりコンプレッサーが失速して、エンジンが異常燃焼によるサージングを起こしたものである。これに気付いたパイロットはサージング解消のため推力を絞ったが、自動推力維持システム(ATR:Automatic Thrust Restoration)は左右エンジンで生じた推力差と上昇率低下に対処しようとして、パイロットがスロットルレバーから手を離した途端、自動的にエンジン推力を上げた。当時ATRの存在はパイロットに周知されていなかった。
離陸39秒後には第1エンジンもサージを始め、機内に煙や焦げ臭い匂いが漂い始めた。離陸から76～78秒後、高度3,220フィート (980 m)で両エンジンが停止した。電力をほぼ失い、無線も使えなくなる中、異常事態を察したデッドヘッドの機長（以下、非番機長）がコックピットに駆けつけ、機長と副操縦士を支援した。機長、副操縦士、非番機長は機体をなるべく失速させないことに専念し、非番機長がAPUを起動させ、クルー達はエンジンの再点火を試みつつアーランダ空港へと引き返そうとしたが、毎秒6m降下しており、エンジン停止から墜落まで2分ほどしか猶予がなかった。電力と油圧は回復したものの、左エンジンは再点火を試みた際にオーバーヒートを起こしたため、シャットダウンして消火せざるを得なかった。これにより機長は右エンジンも同じ状態だと悟った。そして、パイロット達が空港まで辿り着けないことに気付いたのが高度890フィート (270 m)付近であった。

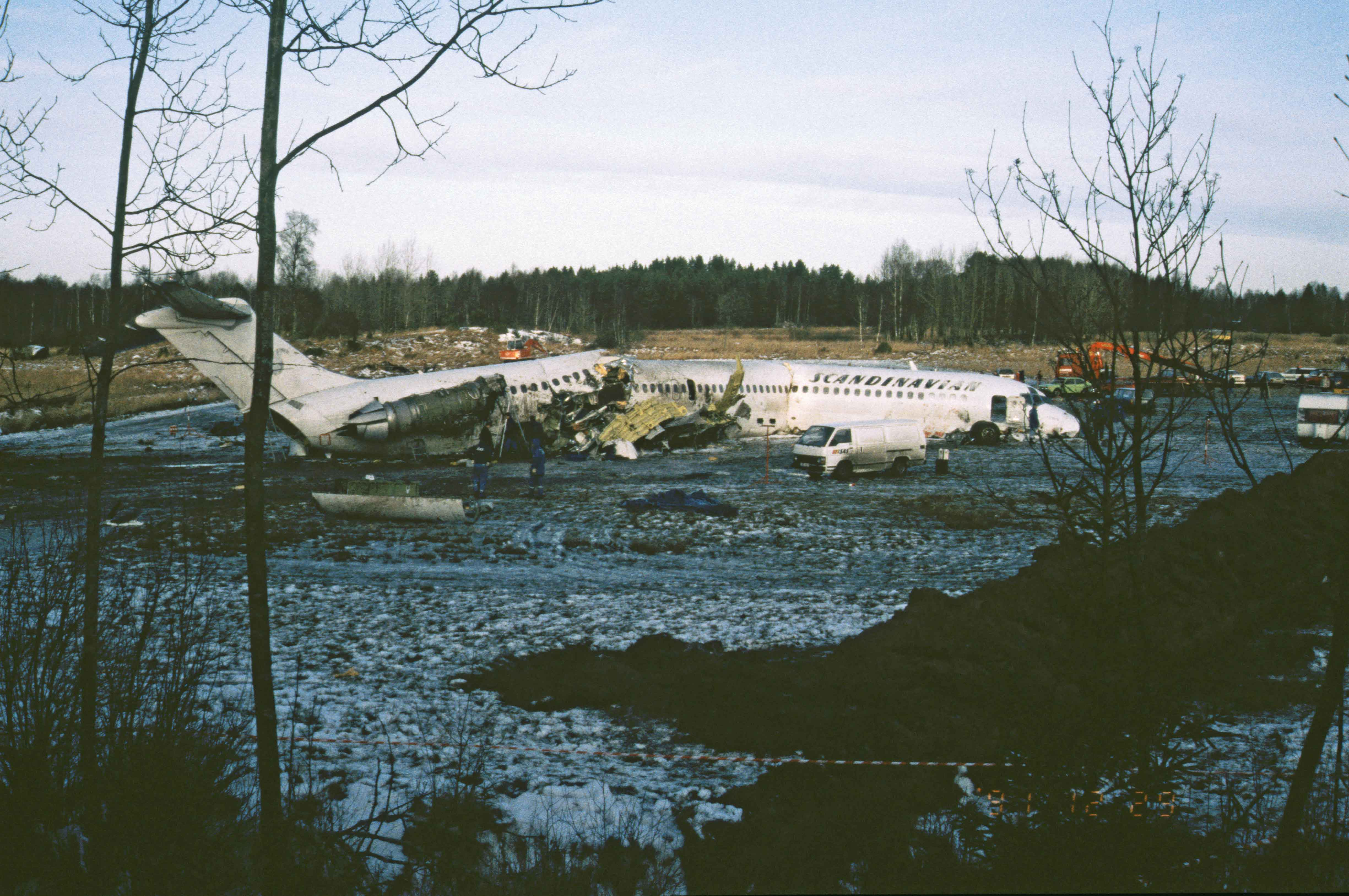
右側から見た不時着後の事故機、右主翼を失っていることが分かる

パイロットたちは不時着の必要性があると判断し、管制官にそれを知らせた。非番機長はすぐに客室へ戻り、客室乗務員たちと共に乗客に安全姿勢を取るように呼びかけた。この時、機長はバルト海への着水を回避し、ゴットゥローラの平原に機体を下ろすことを決め、その手前にあった松の森を利用して着陸時のショックを和らげようと試みた。751便は木に接触して右主翼を失い、不時着の衝撃で機体が3つに割れる全損大破になったが、主翼をもぎ取った松の木により胴体は減速し、雪で覆われた地面が墜落の衝撃をある程度吸収したことで、100名の負傷者を出した一方、死者を出さずに済んだ 。
主翼の燃料タンクを失ったため火災は発生せず、また空港から近かったことなども幸いし、事故の数分後には、救助隊が到着し、乗員乗客129名全員が無事救助された。

## 事故原因

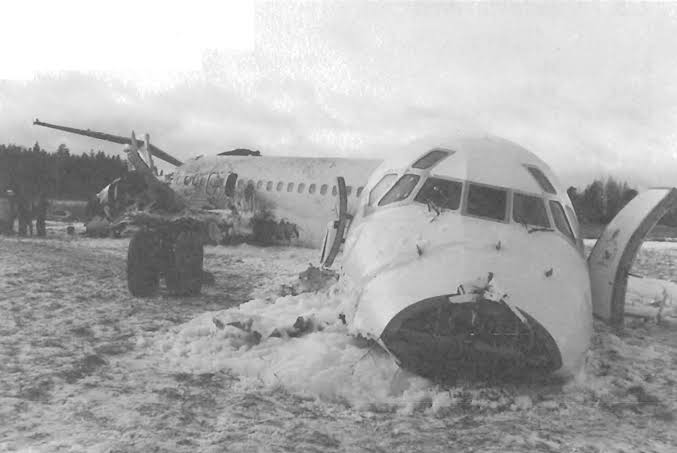
前方から見た不時着後の事故機

事故機となったOY-KHOは、前日の夜に1606便としてチューリッヒからアーランダ空港への運航に使用されたが、燃料を2550kgほど積んだまま事故当日の朝まで屋外に駐機されていた。深夜から明け方にかけての気温は0～1℃であり、金属製の主翼によって燃料が冷やされ、このために雪と氷が大量に主翼の上に積もって固まった。これで離陸中に揚力不足に陥らなかったのは除氷液によって主翼の氷と雪が解けたためだったが、地上の作業員は、主翼の上で固まった雨氷を見逃した。機体が離陸して主翼が稼動した途端にこれが機体後部の両エンジンに吸い込まれ、サージを起こした。パイロット達はエンジンからの異常音を聞いてこれを察知し、エンジンの推力を落としてアイドル状態にした。ところが、ATRシステム（Automatic Thrust Restoration, 自動推力復元システム）はそれを、「パイロットが騒音軽減のために行なっている」と間違って判断し、パイロットたちの意図とは逆に、推力を自動で通常状態に戻してしまった。
ATRシステムは、離陸後に必要な出力が得られなかった場合にコンピューターが自動的に燃料をエンジンに噴射して出力を補正する装置であり、スカンジナビア航空に納品された比較的新しい機体にはこのシステムが備わっていた。ところが、航空会社や製造会社はこのシステムに関してパイロット達に知らせておらず、マニュアルにもこれが記載されていなかったため、パイロット達にはATRシステムの誤作動を阻止する術がなかった。そのためエンジンの推力が落ちないままサージが続き、ついには深刻なエンジン故障に繋がった 。
エンジンは故障した際にバラバラになり、751便は飛行経路上にエンジンの部品をばら撒きながら不時着に至ったことが判明している。

## 事故の余波

### 再発防止
この事故は、悪天候とその影響を見逃したスカンジナビア航空の地上クルーたちのヒューマンエラーがきっかけとなって起こり、さらに機体の販売元であるマクドネル・ダグラス社は、スカンジナビア航空に対してATRシステムの存在を教えておらず、搭乗パイロット達もそれを知らなかったことが追い討ちとなった。事故後、スカンジナビア航空とマクドネル・ダグラス社の双方に過失が問われ、地上クルーたちは雪や氷という天候下で除氷液を使用した後も主翼の前縁だけでなく、中央や後部などに雪や氷が残っていないかを触って確認するように再指導されることになった。また751便を事故に追い込んだATRシステムの存在を、パイロット達に周知させることを徹底するようになった。

### クルーのその後
事故後、751便のクルー達はメディアからヒーロー扱いされ、事故調査の結果でもクルーたちに落ち度は全く無かったことが証明された。
しかし、751便の機長だったステファン・ラスムセンはその後、乗務に戻ることはなかった。ラスムセンは、後年『メーデー!:航空機事故の真実と真相』のインタビューで「この事故が原因で機械を信用できなくなり、パイロットとしての仕事を辞めざるを得なくなった。」と話している。
一方、副操縦士とこの事故で重傷を負った非番機長は後に乗務へと復帰している。